# Александров, Александр Иванович (контр-адмирал)
Александр Иванович Александров (5 (17) июня 1864, Санкт-Петербург — 15 (28) декабря 1917, Севастополь) — русский военно-морской деятель, контр-адмирал.

## Биография
Из потомственных дворян. На службе с 1882 года. Окончил Морское училище (1885), 1 октября 1885 года произведён в мичманы с назначением на Балтийский флот и зачислением в 4-й флотский экипаж. 20 августа 1889 назначен на фрегат «Минин», на котором в 1889—1892 годах совершил кругосветное плавание.
1 января 1892 года произведён в лейтенанты. В 1893 году окончил курс в учебно-артиллерийской команде. 29 сентября 1894 года назначен старшим артиллерийским офицером крейсера II ранга «Джигит» в составе эскадры Тихого океана. Артиллерийский офицер 1-го разряда (1896). В 1898 году назначен старшим артиллерийским офицером крейсера I ранга «Память Азова». 15.11.1900 переведён в 19-й флотский экипаж с назначением старшим артиллерийским офицером крейсера I ранга «Богатырь». 6.10.1903 назначен старшим офицером крейсера «Богатырь». Вступил в должность 25.10.1903. Капитан 2-го ранга (1.01.1904, за отличие по службе).
Приказом Командующего Флотилией Тихого океана от 25.05.1904 назначен временно исполняющим должность старшего офицера крейсера I ранга «Громобой». Вступил в должность 28.05.1904, сдал её 24.06.1904 капитану 2-го ранга И. А. Виноградскому и вернулся на должность старшего офицера крейсера «Богатырь». Приказом КФТО от 15.12.1904 назначен командиром транспорта «Алеут», с переводом в Сибирский флотский экипаж. Его же приказом от 21.12.1904 назначен вторым помощником заведующего охраной рейдов, с оставлением в занимаемой должности (сдал должность старшего офицера крейсера «Богатырь» и вступил в командование транспортом и заведованием охраной рейдов 4.01.1905).
5 июня 1906 назначен заведующим миноносцами и их командами Сибирского флотского экипажа. 2 октября 1906 назначен командиром крейсера «Жемчуг». 28.04.1908 вновь назначен заведующим миноносцами и их командами Сибирского флотского экипажа. 7.07.1908 стал начальником 1-го дивизиона бригады миноносцев Владивостокского отряда. 6.12.1908 произведён капитаны 1-го ранга. 25.09.1909 отчислен от должности.
15 февраля 1910 переведён на Балтийский флот, а 8 ноября того же года на Черноморский флот, с назначением командиром броненосца «Георгий Победоносец». 23 декабря 1913 отчислен от должности. Член портового призового суда в Севастополе (18.08.1914), одновременно с 15 сентября 1914 начальник школы юнг в Севастополе. 6 декабря 1915 произведён в контр-адмиралы за отличие по службе.
15 декабря 1917 расстрелян революционными матросами в Севастополе на Малаховом кургане, в ходе расправы над морскими офицерами. Был холост.

## Награды
- Орден Святого Станислава 3-й ст. (6.12.1895)
- Орден Святой Анны 3-й ст. (6.12.1898)
- Орден Святого Станислава 2-й ст. (6.12.1903)
- Орден Святой Анны 2-й ст. с мечами (30.05.1904; за отличную распорядительность и храбрость, проявленные во время крейсерства в Японском море и при захвате японского военного транспорта «Киншиу-Мару»)
- Орден Святого Владимира 4-й ст. с бантом (23.09.1908; за совершение восемнадцати шестимесячных морских кампаний и бытность в сражениях)
- Орден Святого Владимира 3-й ст. (6.12.1912)
- Высочайшее благоволение за отлично-усердную службу (30.07.1915)
- Орден Святого Станислава 1-й ст. (6.02.1916)

Медали и знаки:
- Серебряная медаль в память царствования императора Александра III (1896)
- Темно-бронзовая медаль за труды по первой всеобщей переписи населения (1897)
- Светло-бронзовая медаль в память русско-японской войны (1906)
- Золотой знак об окончании полного курса наук Морского кадетского корпуса (1910)
- Светло-бронзовая медаль в память 100-летнего юбилея Отечественной войны 1812 года (1913)
- Светло-бронзовая медаль в память 300-летнего юбилея царствования дома Романовых (1913)
- Светло-бронзовая медаль в память 200-летнего юбилея Гангутской победы (1915)

Иностранные:
- Большой офицерский крест ордена Короны Румынии (1902)